# Benedikt Sveinbjarnarson Gröndal

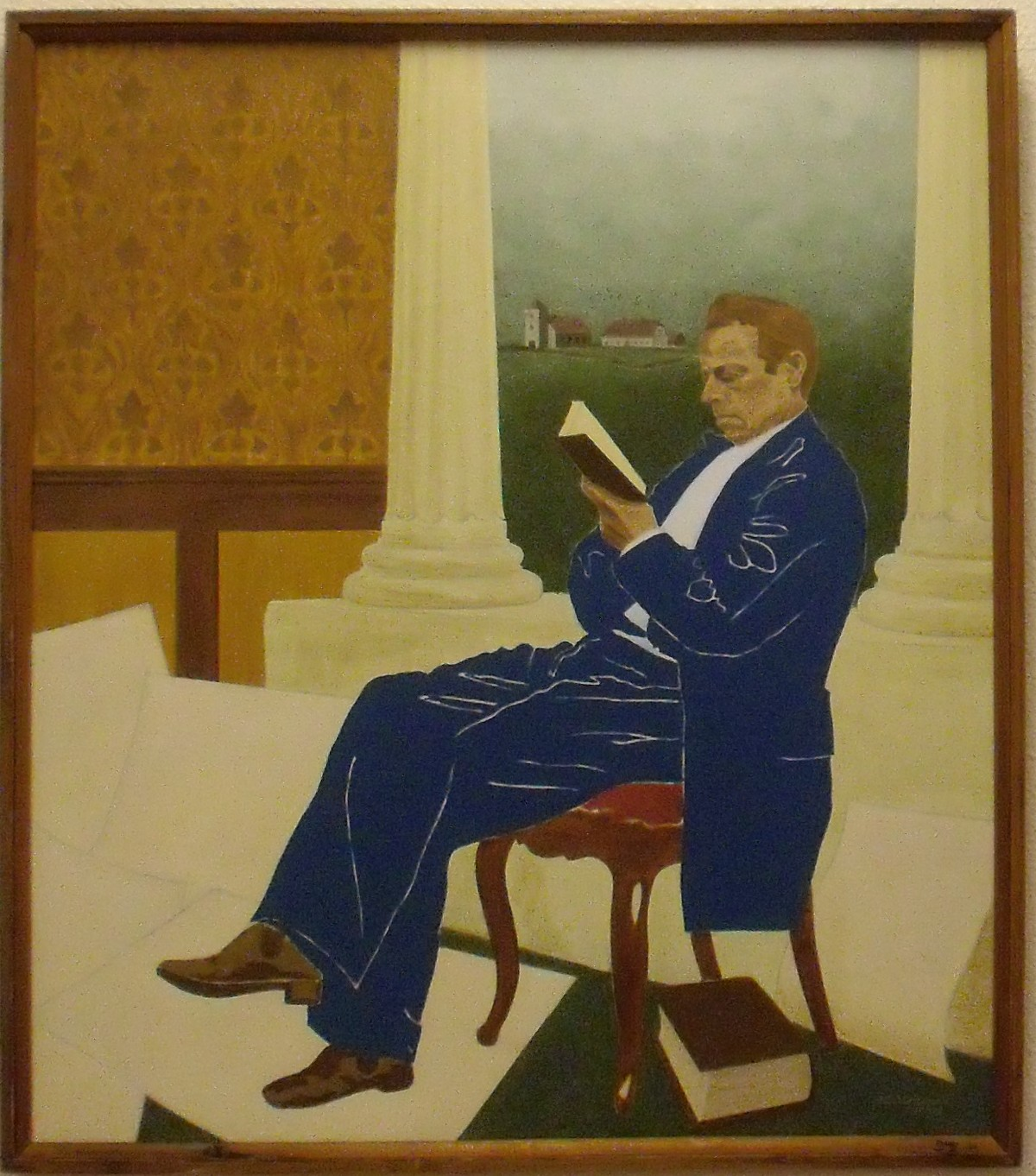
Benedikt Sveinbjarnarson Gröndal, Gemälde von Ólaf Th. Ólafsson (1978)

Benedikt Sveinbjarnarson Gröndal (* 6. Oktober 1826 in Bessastaðir, Island; † 2. August 1907 in Reykjavík) war ein isländischer Schriftsteller.

## Leben
Benedikt war der Sohn des Lehrers Sveinbjörn Egilsson. Sein Großvater mütterlicherseits war Benedikt Jónsson Gröndal.
Er besuchte die Schule in Bessastaðir und erhielt 1846 sein Abitur. Danach studierte er in Kopenhagen, kehrte jedoch ohne Abschluss nach Island zurück. Von 1850 bis 1857 lebte er in Reykjavík und kehrte danach nach Kopenhagen zurück, wo er durch seinen Freund Ólafur Gunnlaugsson den katholischen Missionar Paul Marie Étienne Djunkowsky kennenlernte. Dieser brachte Gröndal nach Kevelaer, wo er 1859 zum Katholizismus konvertierte.
Daraufhin ging Benedikt nach Löwen, wo sein Freund Ólafur gerade promovierte. In Louvain verfasste Benedikt nach der Schlacht von Solferino die satirische Erzählung Heljarslóðarorrusta, die nach ihrer Veröffentlichung 1861. Noch 1859 kehrte Benedikt erneut nach Kopenhagen zurück, wo er 1864 schließlich den Abschluss in altnordischer Philologie erhielt.
Danach war er als Journalist, Publizist, Übersetzer sowie von 1874 bis 1883 als Lehrer an der Menntaskólinn í Reykjavík tätig. Er veröffentlichte außerdem mehrere Lehrbücher und war Mitbegründer des Naturkundevereins Hið íslenska náttúrufræðifélag.
1923 erschien postum seine Autobiographie Dægradvöl.

## Weblink
- Benedikt Gröndal (islandsk forfatter). In: Store norske leksikon. 26. November 2024, abgerufen am 19. Februar 2025 (norwegisch).